# Donald Keene
Donald Lawrence Keene (18 de junho de 1922 - 24 de fevereiro de 2019) foi um historiador, professor, escritor e tradutor japonês de origem americana.
Keene publicou cerca de 25 livros em língua inglesa sobre tópicos japoneses, incluindo estudos de literatura, cultura japonesa, traduções de literatura clássica e moderna, incluindo uma história em quatro volumes da literatura japonesa. Também publicou cerca de 30 livros em língua japonesa, alguns dos quais foram traduzidos do inglês. Foi presidente da Fundação Donald Keene para a cultura japonesa.
Professor emérito da Universidade de Columbia, renunciou a cidadania norte-americana e voltou ao Japão, para residir definitivamente. Keene morreu em Tóquio, aos 96 anos, no dia 24 de fevereiro de 2019.